# Eidalimus annulatus
Eidalimus annulatus är en tvåvingeart som beskrevs av Kertesz 1914. Eidalimus annulatus ingår i släktet Eidalimus och familjen vapenflugor. Inga underarter finns listade i Catalogue of Life.